# Tall Adas
Tall Adas – wieś w Syrii, w muhafazie Al-Hasaka. W 2004 roku liczyła 1875 mieszkańców.